# Комитет за външноикономически връзки
Комитетът за външноикономически връзки е държавна институция в Народна република България с ранг на министерство, съществувала от 1974 до 1976 година.
На негово подчинение са няколко външнотърговски предприятия („Техноимпорт“, „Машиноимпорт“, „Техноекспорт“, „Техноимпекс“), свързани с вноса на оборудване за някои промишлени отрасли, както и с работата на българи в чужбина. В същото време продължава да съществува и Министерството на външната търговия, което управлява отраслово повечето външнотърговски предприятия. Комитетът е присъединен към министерството 2 години след създаването му.
За цялото време на съществуване на Комитета за външноикономически връзки негов председател е Никола Калчев.